# Walter Brennan
Walter Brennan, född 25 juli 1894 i Swampscott, Massachusetts, död 21 september 1974 i Oxnard, Kalifornien, var en amerikansk skådespelare. 
Brennan utbildade sig först till ingenjör, men föredrog skådespelaryrket och framträdde i diverse varietéteatrar. Han kom till Hollywood 1923, där han fick arbete som stuntman. 
Walter Brennan kom att bli en av filmens mest mångsidiga skådespelare och medverkade i mer än 100 filmer. Framförallt spelade han hjältens kamrat i västernfilmer.
Walter Brennan blev den förste, och hittills ende, som erhållit tre Oscars för bästa manliga biroll. Han, Daniel Day-Lewis och Jack Nicholson är de enda manliga skådespelare som vunnit tre Oscars. Brennan har sedan 1960 en stjärna på Hollywood Walk of Fame vid adressen 6501 Hollywood Blvd. 

## Filmografi i urval
- 1930 – Jazzkungen
- 1935 – Frankensteins brud
- 1935 – Barbarkusten
- 1936 – Fury
- 1936 – Männen från storskogen
- 1936 – Vildkatten från Mississippi
- 1938 – Tom Sawyers äventyr
- 1938 – Fullblod
- 1939 – Två ska man vara
- 1939 – Stanley och Livingstone
- 1940 – En västerns riddersman
- 1940 – Nordvästpassagen
- 1941 – Sergeant York
- 1941 – Vi behöver varann
- 1941 – Farligt område
- 1942 – Bragdernas man
- 1943 – Skräckdagar i Prag
- 1943 – Ung flicka lever farligt
- 1944 – Att ha och inte ha
- 1946 – Stulet liv
- 1946 – Laglöst land
- 1946 – Brottsling gör revolt
- 1948 – Red River
- 1954 – Farornas land
- 1954 – En man steg av tåget
- 1956 – Min man är en främling
- 1956 – Sheriffen från Keystone
- 1957 – Tammy
- 1957–1963 – The Real McCoys (TV-serie) (224 avsnitt)
- 1959 – Rio Bravo
- 1962 – Så vanns vilda västern

## Galleri

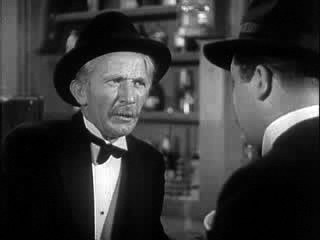
Walter Brennan i Affairs of Cappy Ricks, 1938.
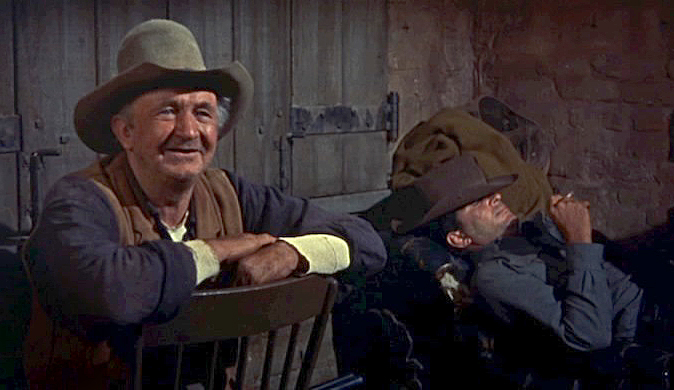
Brennan i Rio Bravo (1959).
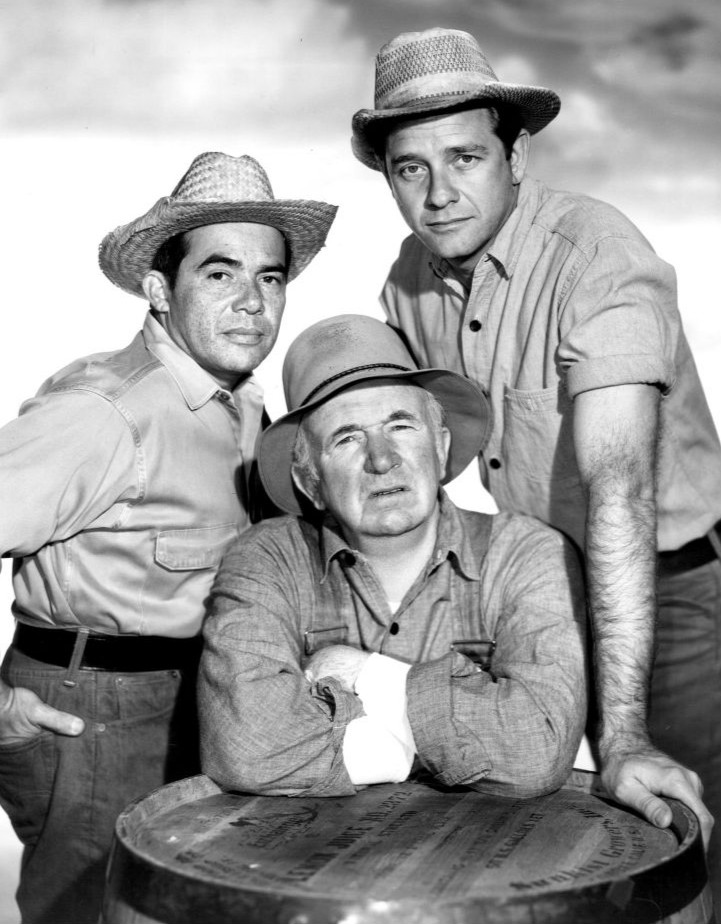
Brennan i The Real McCoys för TV, 1962.
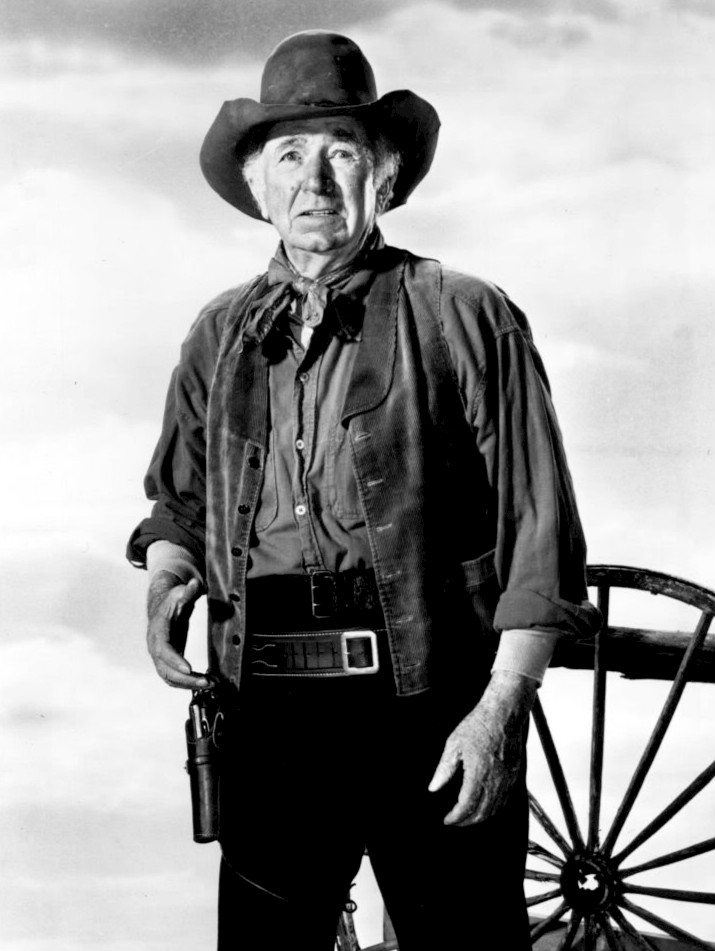
Brennan i  Guns of Will Sonnett, 1967.
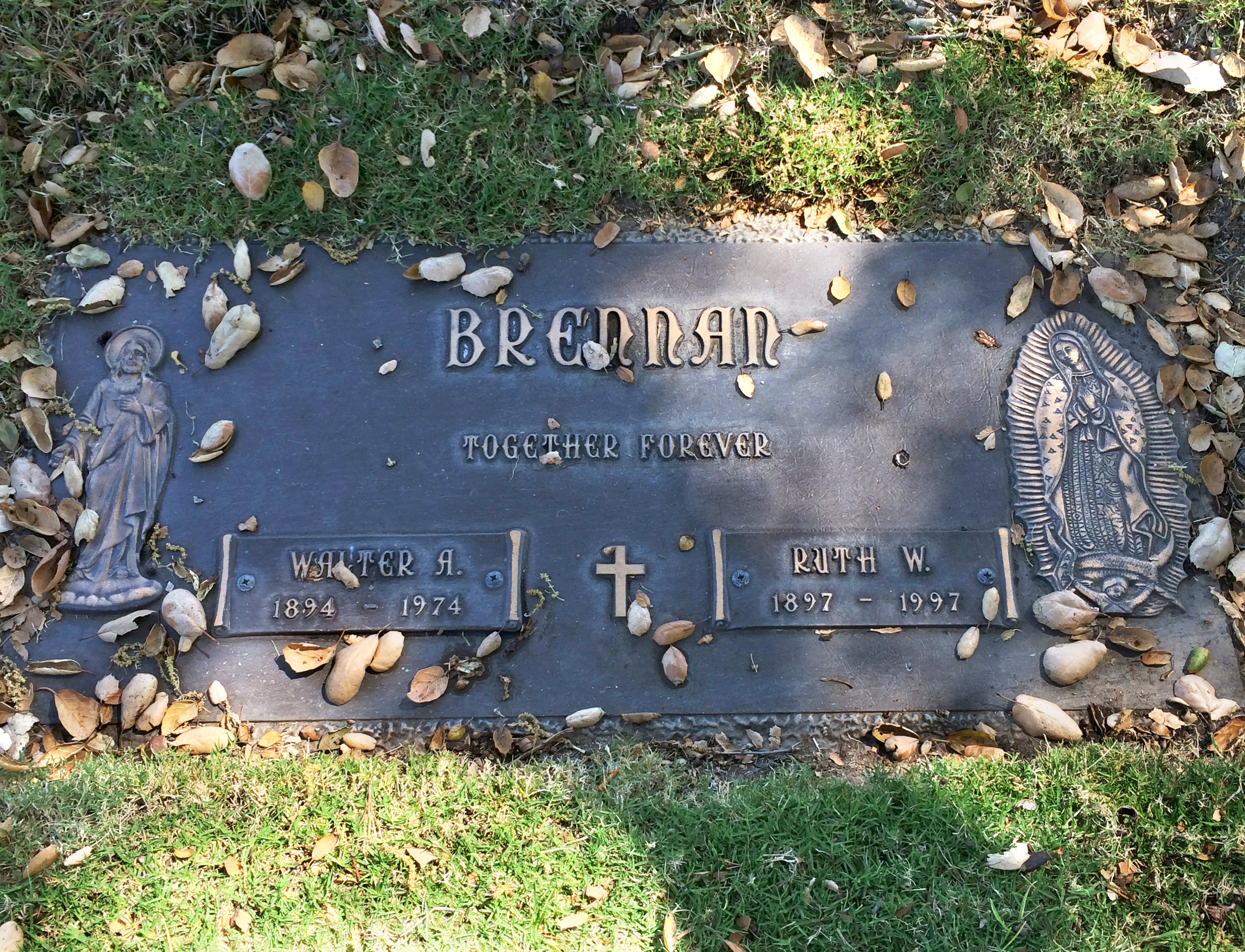
Brennans grav vid San Fernando Mission Cemetery.